# Campamento romano de La Carisa

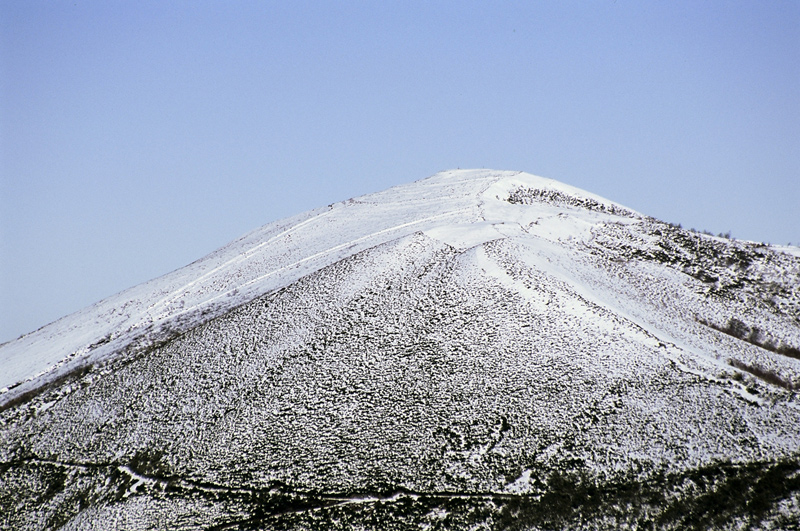
Vista nevada del yacimiento arqueológico del monte Curriechos en la Carisa.

El Campamento romano de La Carisa es un yacimiento arqueológico situado junto a la vía de La Carisa, en el cordal de Carraceo entre los concejos asturianos de Aller y Lena. Tiene un origen romano y probablemente militar, como lo demuestran el medio centenar de objetos encontrados: dos monedas, puntas de jabalina y pilum y algún dardo del tipo del de las balistas.

## Vía de la Carisa
La vía de la Carisa atraviesa la cordillera Cantábrica de sur a norte a través del cordal de Carraceo, entre los concejos de Aller y Lena. El camino comienza en Pendilla (Villamanín) y transcurre por la cima del cordal, evitando los valles y collados. Su origen es romano y por sus características puede considerarse una vía estratégica desde el punto de vista militar.
Destaca la pervivencia del topónimo Carisa, que la relacionan con el general romano Publio Carisio, legado en Lusitania entre los años 26 a. C. y 22 a. C. que intervino en las guerras contra los Astures. Este topónimo aparece documentado por primera vez en el archivo catedralicio de Oviedo, en una donación a la Iglesia de Oviedo del año 1036 en la que se hacen referencia a diversos lugares de Aller y Lena situándolos «sub monte Carisa».

## Descripción de los yacimientos
La investigación, desde el 2001, está siendo llevada a cabo por un grupo de arqueólogos dirigidos por Jorge Camino, Yolanda Viniegra y Rogelio Estrada. Este equipo ha realizado diversas excavaciones en el lugar, las primeras en el 2003, y se esperan nuevas excavaciones en el futuro.
Se distinguen dos zonas de fortificaciones. Una en la cumbre del monte Curriel.los; la otra más al norte a poca distancia, en una sucesión de cerros llamados El Homón de Faro o Ciirru Nigru.

### Campamento romano del monte Curriechos
Está situado en la cumbre del pico la Boya, también llamado monte Curriechos, a 1728 metros de altitud. Se han encontrado numerosos objetos, entre ellos herramientas y equipamiento militar de legionario como puntas de lanza y pilum, dardos de catapulta, dolabras, azadones, clavijas de tiendas de campaña y monedas de la época, algunas acuñadas por el propio Carisio.

### Fortificaciones del Homón del Faro
Situadas a 1650 metros de altitud, bloqueando la vía romana a un kilómetro al norte del monte Curriechos. Se trata de dos murallas oblicuas que se unen la cima del cerro, en un lugar llamado Portiichu de Busián, donde se encuentran las ruinas de una gran construcción de forma circular. Las murallas son del tipo de módulos o cajones, características de los castros asturianos y de otras construcciones prerromanas. 
Las primeras investigaciones sobre las fortificaciones del Homón del Faro indicaban un origen astur que, relacionándolas con el campamento romano, parecía indicar que en la Carisa había tenido lugar un enfrentamiento entre Astures y Romanos. Posteriormente se ha comprobado gracias a pruebas de carbono-14 que las fortificaciones del Homón datan de entre los siglos VII y VIII. Actualmente se piensa que estas fortificaciones pudieron ser reutilizadas en distintos conflictos y se investiga en la muralla primitiva del Homón, que si tendría relación con el campamento romano del monte Curriechos.